# Summer Rae
Danielle Moinet, meglio conosciuta come Summer Rae (Manhasset, 28 novembre 1983), è una wrestler e modella statunitense di origini francesi, nota per i suoi trascorsi in WWE tra il 2012 e il 2017.

## Carriera

### Florida Championship Wrestling (2011–2012)
Fa il suo debutto in FCW il 17 novembre 2011, come manager di Abraham Washington. L'11 marzo, diventa la nuova General Manager della FCW, prendendo il posto di Maxine. Il 6 aprile, avviene il suo debutto da lottatrice, in un Triple Threat Elimination match, perdendo contro Paige e Sofia Cortéz. Il 19 luglio, insieme a Natalie battono Sofia Cortez e Paige.

### WWE (2012–2017)

#### NXT(2012–2013)
Con la chiusura della FCW viene spostata insieme a tutti i talenti della federazione di sviluppo ad NXT. Il 6 settembre, fa il suo debutto ad NXT, perdendo contro Paige. L'8 settembre in un NXT House Show, batte Audrey Marie e Paige in un triple-treat match. Nel gennaio 2013 effettua un Turn Heel attaccando Paige. Il 13 febbraio, batte Paige. Il 13 marzo, batte Emma. Il 3 aprile, insieme ad Audrey Marie perde contro Paige e Sasha Banks. Il 1º maggio, perde contro Paige. Il 15 maggio, batte Natalya. Il 19 giugno, batte Sasha Banks accedendo nelle semifinali per decretare la nuova campionessa femminile di NXT. Il 10 luglio, perde contro Emma nelle semifinali. Il 14 agosto, perde contro la nuova NXT Women's Champion Paige. Il 28 agosto, perde contro Emma. Il 16 ottobre, Summer e Sasha battono Emma e Paige. Il 30 ottobre, perde contro Paige. Il 13 novembre, le BFF (Summer Rae e Sasha Banks) battono Bayley e Charlotte. Il 12 dicembre, le BFF hanno la meglio anche su Bayley e Natalya. Il 2 gennaio, perde contro Bayley. Il 10 luglio diventa la contendente numero uno al NXT Women's Championship, battendo Bayley. Viene in seguito sconfitta da Paige.

#### Varie alleanze (2013–2015)
Nella puntata di Raw del 22 aprile 2013, debutta nello show rosso facendo da ballerina e valletta a Fandango. Dopo il suo match, Chris Jericho attacca lo stesso Fandango e balla con lei sullo stage. Al PPV Hell in a Cell 2013 avviene il suo debutto insieme a Fandango dove batte Natalya e The Great Khali. Il 28 ottobre a Raw, perde contro Natalya. Il 4 novembre a Raw, Summer Rae e Fandango perdono contro Natalya e Tyson Kidd. Al PPV WWE Survivor Series 2013, il Team Total Divas (Natalya, le Bella Twins, Eva Marie, JoJo, Cameron e Naomi) battono il Team True Divas (AJ Lee, Aksana, Alicia Fox, Kaitlyn, Rosa Mendes, Summer Rae e Tamina) in un 7 vs 7 Divas Traditional Elimination Tag Team Match. La sera seguente a Raw, avviene il rematch con le Total Divas ancora vittoriose. Il 2 dicembre, insieme ad AJ Lee e Tamina Snuka perde da Natalya e le Bella Twins. Nella puntata di WWE Superstars del 19 dicembre, Summer Rae sconfigge Kaitlyn. Nella puntata di Raw del 23 dicembre, perde un 12 Divas "Jingle Bells" Tag Team Match insieme ad AJ Lee, Aksana, Alicia Fox, Rosa Mendes e Tamina contro Natalya, le Bella Twins, Eva Marie, Cameron e Naomi.
In un match a Raw contro Eva Marie, Summer Rae viene interrotta e distratta da Fandango e Layla che, sullo stage, si scambiano un sensualissimo bacio, perdendo così il match. Il 29 giugno, a Money in the Bank, viene sconfitta da Layla con Fandango arbitro speciale dell'incontro. A Raw dell'ultimo di giugno, Summer Rae si scambia un sensualissimo bacio con Dolph Ziggler, che vince il match contro Fandango. A Smackdown l'11 luglio affronta ancora Layla in un match singolo con Fandango arbitro speciale, ma ad un certo punto le due, stanche di Fandango lo attaccano, dopo averlo attaccato Summer e Layla iniziano ballano sul ring. Le due hanno poi formato un team, le Slayers. Combattono il loro primo match da coppia nell'episodio di SmackDown del 18 luglio, perdendo da AJ Lee e Paige. Nell'episodio di Main Event del 2 settembre, ottengono la loro prima vittoria battendo Natalya e Rosa Mendes. Nell'episodio di Superstars dell'11 settembre, viene sconfitta da Naomi. Nell'episodio di Smackdown del 12 settembre, viene battuta da Paige cedendo alla Black Widow, mossa finale di AJ Lee.
Alle Survivor Series, prende parte al 4-on-4 Divas Elimination Tah Team Match facendo parte del team di Paige insieme a Layla e Cameron, ma vengono sconfitte dal team formato da Alicia Fox, Emma, Naomi e Natalya. Nel mese di febbraio, forma un'alleanza con Cameron. Nella puntata di Raw del 13 aprile, perde una battle royal vinta da Paige. Subisce, in seguito, due sconfitte da parte di Alicia Fox, sia a Superstars che a Main Event, entrambe il 22 maggio. Nella puntata di Main Event del 29 maggio, viene sconfitta dalla Divas Champion Nikki Bella. Nella puntata di Raw dell'8 giugno, perde ancora da Nikki Bella. Nella puntata di Main Event del 20 giugno, perde anche da Naomi.

#### Varie faide e licenziamento (2015–2017)
Nell'aprile 2015, viene rilasciato il primo film della Rae, The Marine 4: Moving Target, ma viene mancata di rispetto dal co-protagonista The Miz. Nelle settimane successive diviene la nuova compagna di Rusev e nella puntata di Raw del 29 giugno attacca Lana. Dopo qualche mese di alleanza, nella puntata di Raw del 12 ottobre mostra a tutti la foto del fidanzamento nella vita reale di Lana e Rusev e, dopo aver offeso e schiaffeggiato quest'ultimo, lo abbandona. In seguito si allea con Dolph Ziggler, che in quel periodo stava rivaleggiando proprio con Rusev, intervenendo attivamente in una puntata di SmackDown! come arbitro speciale in un match tra i due, favorendo ovviamente Ziggler che riuscì a sconfiggere il bulgaro. Successivamente viene scaricata anche da Dolph e, alla fine, si allea con Tyler Breeze, ma si separerà amichevolmente anche con lui il 31 gennaio.
Con la Draft Lottery avvenuta nella puntata di SmackDown del 19 luglio 2016, Summer è stata trasferita nel roster di Raw. Tuttavia ella non è mai apparsa in tale show a causa di un infortunio al collo.
Dopo un lungo periodo di inattività, il 29 ottobre la WWE ha annunciato il suo licenziamento.

### Ritorno in WWE (2022)
Il 7 gennaio 2022 in occasione della Royal Rumble, fu annunciato tramite il sito ufficiale della WWE la sua partecipazione di  all'omonimo match.

## Personaggio

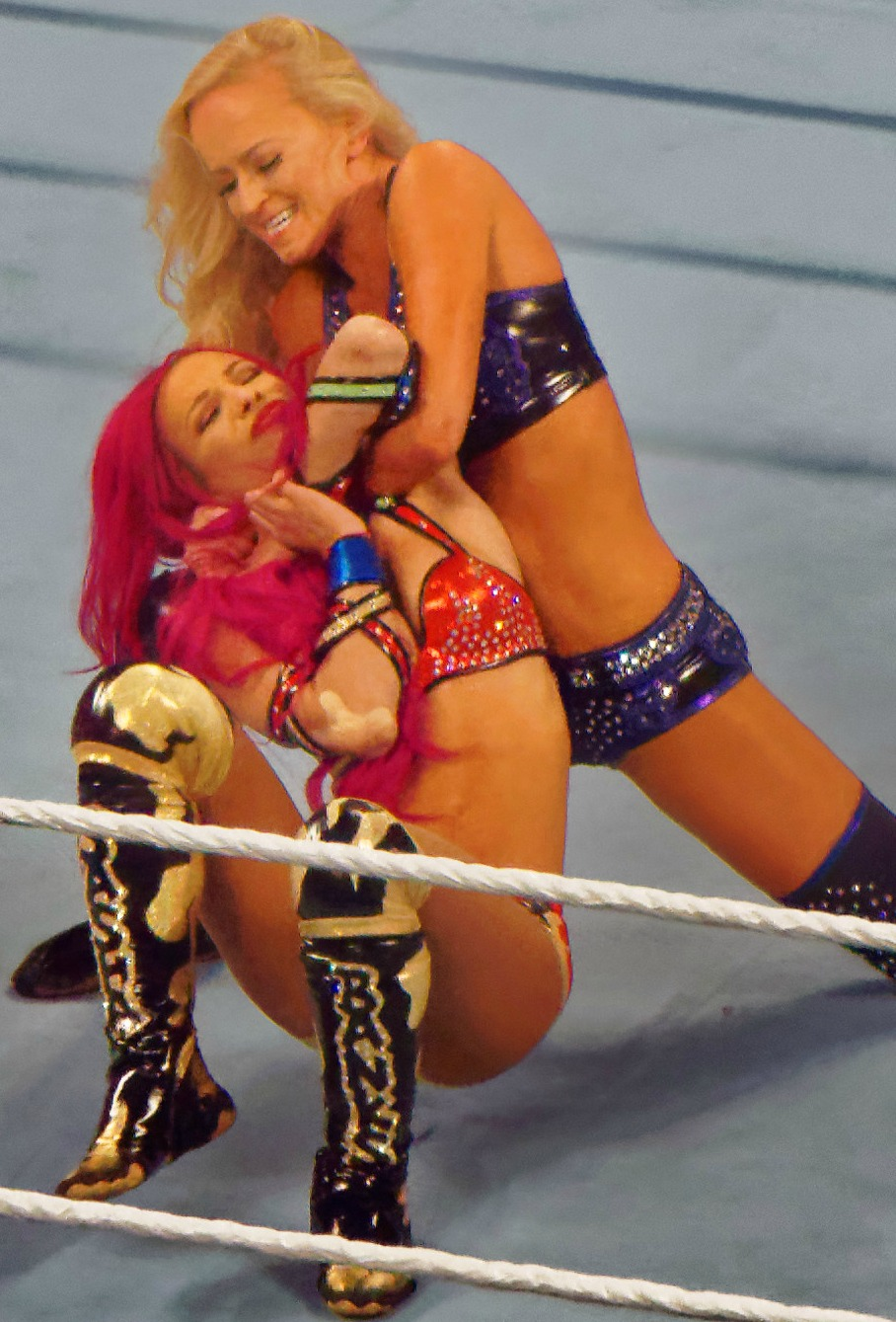
Summer Rae mentre applica una Cobra clutch su Sasha Banks

### Mosse finali
- Summer Crush (Inverted leg drop bulldog)

### Wrestler assistiti
- Abraham Washington[3]
- Brad Maddox[4]
- Damien Mizdow[5]
- Emma
- Fandango[6]
- Layla[7]
- Rusev[8]
- Tyler Breeze[9]

### Soprannomi
- "The First Lady of NXT"

### Musiche d'ingresso
- Way You Love Me degli Hollywood Music (NXT; 6 aprile 2012–7 febbraio 2013)
- So Cool (Instrumental) di Kodiene (NXT/WWE; 7 febbraio 2013–20 febbraio 2014)
- ChaChaLaLa di Jim Johnston (WWE; 22 aprile 2013–7 aprile 2014; usata come manager di Fandango)
- Rush of Power dei CFO$ (WWE; 20 febbraio 2014–14 agosto 2016)[10]
- Рев на лъвът (Roar of the Lion) dei CFO$ (WWE; 2 luglio 2015–12 ottobre 2015; usata come manager di Rusev)
- #MMMGorgeous dei CFO$ feat. Tyler Breeze (WWE; 9 novembre 2015–31 dicembre 2015; usata come manager di Tyler Breeze)

## Titoli e riconoscimenti
- Florida Championship Wrestling
  - FCW Divas Championship (1)
- Rolling Stone
  - Worst Storyline (2015)[11] vs. Lana
- WrestleCrap
  - Gooker Award (2015) faida con Rusev contro Dolph Ziggler e Lana
- Wrestling Observer Newsletter
  - Worst Worked Match of the Year (2013)[12] con AJ Lee, Aksana, Alicia Fox, Kaitlyn, Rosa Mendes e Tamina Snuka vs. Brie Bella, Cameron, Eva Marie, JoJo, Natalya, Naomi e Nikki Bella a Survivor Series

## Filmografia

### Cinema
- The Marine 4: Moving Target, regia di William Kaufman (2015)

### Televisione
- Total Divas - reality, 31 episodi (2014-2015)